# Vicenç Cuyàs

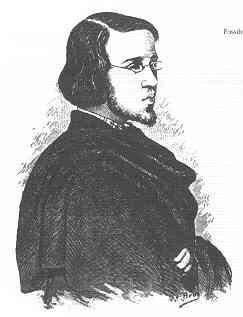
Vicenç Cuyàs

Vicenç Cuyàs (* 1816 in Palma; † 1. September 1839 in Barcelona) war ein katalanischer Komponist.

## Leben
Kurz nach Cuyàs’ Geburt zog die Familie von Palma de Mallorca nach Barcelona. Auf Wunsch seines Vaters begann der junge Cuyàs mit einem Medizinstudium, das er jedoch schon bald wieder aufgab. Inspiriert von der Musik seiner Zeit wechselte er ans Konservatorium Acadèmia de la Llotja, wo er in Klavier, Komposition und Harmonie unterrichtet wurde. Zu seinen Mitschülern zählte auch ein bekannter katalanischer Maestro namens Ramon Vilanova. Im Alter von 19 Jahren erlebte der hochbegabte Cuyàs die Premiere seiner Sinfonia primera. Nach diversen Kompositionsarbeiten und Erfolgen bei privaten Konzertveranstaltungen begann er mit der Komposition seiner ersten Oper Ugo, conte di Parigi. Seine zweite und zugleich letzte Oper La Fattucchiera folgte 1838 nach nur dreimonatiger Schreibarbeit. Cuyàs’ Vater verstarb während der Opernproben an Tuberkulose. Cuyàs – ebenfalls schwer erkrankt – konnte gerade noch die letzte Aufführung seiner La Fattucchiera miterleben. Romantisch und tragisch wie in einer Novelle brach Vicenç Cuyàs nach der finalen Szene tot zusammen.

## Werke

### Opern
- Ugo, conte di Parigi, nach 1835, Barcelona
- La Fattucchiera, Oper in zwei Akten, 1838, Barcelona; Librettist: Felice Romani

### Sinfonien
- Sinfonia primera, um 1835, Barcelona

| Personendaten    | Personendaten                                              |
| ---------------- | ---------------------------------------------------------- |
| NAME             | Cuyàs, Vicenç                                              |
| ALTERNATIVNAMEN  | Cuyàs i Borés, Vicenç (vollständiger Name); Cuyàs, Vicente |
| KURZBESCHREIBUNG | katalanischer Komponist                                    |
| GEBURTSDATUM     | 1816                                                       |
| GEBURTSORT       | Palma                                                      |
| STERBEDATUM      | 1. September 1839                                          |
| STERBEORT        | Barcelona                                                  |